# Sébastien Philippe (architecte)
Pour les articles homonymes, voir Philippe.
Sébastien Philippe, né le 2 novembre 1977 à Nantes, est un architecte et écrivain de nationalité française, puis malienne. En marge de son activité d'architecte, il a déployé au Mali, son pays d'adoption, une intense activité d'historien, d'éditeur, de producteur de films documentaires et de promoteur culturel. Auteur d'ouvrages et d'articles à caractère historique, centrés sur le Mali, également d'un roman, il a notamment publié en 2009 une monographie de référence consacrée à la capitale, Une histoire de Bamako. 
Cet engagement sur de multiples fronts de la culture du Mali et son rôle de trait d'union entre les deux pays lui a valu plusieurs distinctions, françaises et maliennes.

## Biographie
Diplômé d'architecture dans sa ville natale de Nantes en 2001, Sébastien Philippe s'installe à Bamako, capitale du Mali, où il fait carrière comme architecte. Il adopte la nationalité malienne qui lui permet de s'intégrer dans la profession et notamment de rejoindre l'Ordre des architectes du Mali. 
Avant de faire ce choix professionnel, Sébastien Philippe avait envisagé des études d'histoire, avec un attrait particulier pour l'architecture des bâtiments anciens. Il trouve alors au Mali une longue tradition urbaine et monumentale, héritière de l'architecture soudanaise des grands empires, puis de l'architecture coloniale, deux courants qui donnent naissance à une architecture dite « néo-soudanaise ». Ses réalisations s'inscrivent en outre dans le contexte des grands travaux dans la capitale, qui marquent, autour de 2010, le cinquantième anniversaire de l'indépendance du Mali.
Associant ces deux centres d'intérêt, il se tourne, en parallèle, vers la recherche et l'écriture, publiant plusieurs ouvrages et articles à caractère historique, en particulier son Histoire de Bamako (2009), devenue un ouvrage de référence, et Ségou. Une région d'histoire (2013). Les investigations inédites qu'il mène sur la fondation de Bamako — pour laquelle il n'existe pas d'archives — et le succès éditorial de son Histoire de Bamako ont conduit les autorités locales à le désigner en 2012 pour réfléchir au Bamako de demain, en 2030.
Il s'attelle également aux symboles de son pays d'adoption : armoiries, sceaux, drapeaux, personnalités de la résistance et de l'indépendance, institutions politiques. Une première version de son texte La Symbolique du Mali s'accompagne d'une exposition au Musée national du Mali, auquel elle est donnée définitivement après avoir été présentée sur plusieurs autres sites. Entièrement refondu et réédité en 2020, l'ouvrage est qualifié de « petite encyclopédie malienne [qui] devrait être dans toutes les bibliothèques et écoles du Mali ».
En 2018 il aborde aussi la fiction avec un premier roman, Pour l'honneur d'Adèle, mais ses projets littéraires en cours ne l'éloignent pas de l'histoire du Mali.
Sébastien Philippe est également délégué général du Souvenir français au Mali depuis 2006, conseiller du Commerce extérieur de la France depuis 2011 et conseiller diplomatique de l'ambassade de l'ordre souverain de Malte depuis 2018.

### Réalisations architecturales
Sébastien Philippe crée en 2002 l'agence d'architecture Edificare et travaille notamment sur des projets emblématiques tels que la cité administrative de Bamako (2008-2011), le palais présidentiel de Koulouba (2014-2017,), très endommagé lors du coup d'État de 2012, ou encore le pavillon présidentiel de l'aéroport international Modibo Keïta de Bamako (2014-2017).

## Publications

### Ouvrages à caractère historique
- Une histoire de Bamako, France, Grandvaux, 2009 (ISBN 978-2-909550-64-0)[1]
- La Symbolique nationale du Mali, France, Memoria, 2011 (ISBN 978-99952-845-0-3, lire en ligne)
- Ségou. Une région d'histoire, Mali, Memoria, 2013 (ISBN 978-99952-845-2-7)
- Koulouba le palais du Mali, Mali, Memoria, 2017 (ISBN 978-99952-845-3-4)[14],[15]
- Les Symboles de la République du Mali, 2020 (nouvelle version de l'ouvrage de 2011)[6]

### Articles
- « Les premières mosquées de Bamako », Bulletin de l'association Images et Mémoire, no 20,‎ avril 2009 (lire en ligne)
- « La cité administrative de Koulouba (Mali) », Bulletin de l'association Images et Mémoire, no 21,‎ juillet 2009 (lire en ligne)
- « Ces pionniers qui reposent au Mali », Bulletin de l'association I&M, no 30,‎ septembre 2011 (lire en ligne)
- « Iconographie de Bamako, en 1920, hommage aux frères Mähl », Bulletin de l'association I&M, no 32,‎ mars 2012 (lire en ligne)
- « Mamadou Racine Sy, premier capitaine noir de l'armée française », L'Ancre d'Or-Bazeilles, revue de la Fédération Nationale des Anciens d'Outre-Mer, Troupes de marine, no 392,‎ janvier-février 2013 (lire en ligne)
- « De l'utilité des archives privées, vers un historique de la création de l'armée malienne », Ultramarines, revue de l'Association des amis des archives d'outre-mer, no 28,‎ avril 2015 (lire en ligne)
- « L'armée soudanaise et les anciens combattants du Mali », Images des Outre-mers pendant la Grande Guerre, vol. 1, Coll. Les cahiers d'Images et Mémoires, octobre 2015
- « Aux Héros de l'Armée noire – petite histoire des monuments jumeaux », Images des Outre-mers pendant la Grande Guerre, vol. 2, Coll. Les cahiers d'Images et Mémoires, septembre 2017

### Roman
- Pour l'honneur d'Adèle, France, Persée, 2018, 354 p. (ISBN 978-2-8231-2385-2)[16]

## Filmographie
- 2010 : Bamako la coquette, réalisé par Madani Touré dit Chanana, Memoria, Mali
- 2011 : Les Derniers tirailleurs, réalisé par Moustapha Diallo, Memoria, Mali. Premier prix UEMOA du festival Clap Ivoire de décembre 2011 à Abidjan[17]
- 2012 : Bamako 2030, réalisé par Zack Steve Dagnoko, Teriya Mali, Edificare, Mali

## Distinctions
- 2011 : Étoile d'Argent du Mérite national (Mali[18])
- 2016 : Chevalier de l'Ordre national du Mérite (France)[19]
- 2017 : Chevalier de l'Ordre national du Mali[20]